# Wladimir Konstantinowitsch Safronow

Porträt Safronows, eingemeißelt in seinen Grabstein auf dem Kunzewoer Friedhof (Moskau)

Wladimir Konstantinowitsch Safronow (russisch Владимир Константинович Сафронов; * 29. Dezember 1934 in Ulan-Ude; † 26. Dezember 1979 in Moskau) war ein sowjetischer Boxer. Er war Olympiasieger 1956 in Melbourne im Federgewicht.

## Werdegang
Wladimir Safronow wuchs in Ulan-Ude auf und begann dort im Alter von 13 Jahren mit dem Boxen. Sein erster Trainer war A. Rinchinow. Er gehörte der Sportorganisation "Trud" an und entwickelte sich zu einem der besten Boxer im Federgewicht des fernen Ostens. 1956 belegte er bei der Meisterschaft der RSFSR (= Russische Sozialistische Föderative Sowjetrepublik, vergleichbar mit dem heutigen Russland), im Federgewicht den 3. Platz. Er wurde daraufhin zum Vorbereitungslehrgang der sowjetischen Nationalmannschaft der Boxer für die Olympischen Spiele in Melbourne eingeladen. Er hinterließ dabei bei den verantwortlichen Trainer Ogurenkow und Tscherbakow einen so guten Eindruck, dass er in Melbourne für den wegen einer Verletzung nicht starten könnenden vielfachen sowjetischen Meister im Federgewicht Alexander Sassuchin eingesetzt wurde. In Melbourne überraschte der völlig unbekannte Wladimir Safronow die gesamte Fachwelt. Er besiegte nacheinander Agostino Cossia aus Italien, Andre de Souza aus Frankreich, Henryk Niedzwiecki aus Polen und im Endkampf Thomas Nicholls aus Großbritannien nach Punkten und wurde damit Olympiasieger im Federgewicht.
Wladimir Safronow hatte damit etwas vollkommen Ungewöhnliches geschafft. Er wurde praktisch zu Beginn seiner internationalen Karriere Olympiasieger. Wie sollte er diesen großen Erfolg wiederholen. Mit diesem Problem hatte er in seiner weiteren Karriere dann tatsächlich zu kämpfen, obwohl ihm bescheinigt werden muss, dass er immer um weitere Erfolge kämpfte.
1957 wechselte Wladimir Safronow von Ulan-Ude nach Moskau, trat in die Rote Armee ein und wurde Mitglied von ZSKA Moskau. Dort wurde L. Sokolow sein neuer Trainer. 1957 wurde er dann auch bei der Europameisterschaft in Prag im Federgewicht eingesetzt. Er siegte in Prag über Rovi de Rooij aus den Niederlanden und Jimmy Gibson aus Schottland nach Punkten, unterlag aber im Halbfinale gegen Dimitar Velinow aus Bulgarien nach Punkten. Er gewann damit eine EM-Bronzemedaille.
Erst 1958 nahm Wladimir Safronow erstmals an der sowjetischen Meisterschaft teil. Er besiegte dabei im Finale des Federgewichts Boris Nikanorow nach Punkten und holte sich mit diesem Sieg seinen ersten sowjetischen Meistertitel. Er startete 1958 auch noch bei der 1. Meisterschaft der Armeen des Warschauer Paktes in Leipzig und siegte dort im Federgewicht.
1959 war er weder bei der sowjetischen Meisterschaft, noch bei der Europameisterschaft am Start. 1960 belegte er bei der sowjetischen Meisterschaft nur den 5. Platz, weil er im Viertelfinale gegen Stanislaw Stepaschkin nach Punkten unterlag. Genauso erging es ihm bei der sowjetischen Meisterschaft 1961. Er verlor wieder im Viertelfinale des Federgewichts, dieses Mal gegen den Altmeister Alexei Sasuschin, den er 1956 so erfolgreich vertreten hatte. 1961 siegte er aber bei der 2. Meisterschaft der Armeen des Warschauer Paktes in Sofia. Im Federgewicht besiegte er Heinz Schulz aus der DDR nach Punkten.
Im Jahre 1962 gelang Wladimir Safronow der zweite Titelgewinn bei einer sowjetischen Meisterschaft. Es gelang ihm dabei im Finale ein Sieg über Alexei Sasuschin. Auch bei der sowjetischen Meisterschaft 1963 ging Wladimir Safronow noch einmal an den Start. Er verlor dabei gegen Stanislaw Stepaschkin, der 1964 Olympiasieger wurde, knapp nach Punkten und belegte den zweiten Platz. Sein letztes großes Turnier war die Teilnahme an der 4. Meisterschaft der Armeen des Warschauer Paktes in Łódź. Es gelang ihm aber nicht, dieses Turnier zum dritten Mal zu gewinnen, denn er verlor im Finale gegen den Polen Jan Szczepański nach Punkten.
1964 beendete Wladimir Safronow, der Mann dessen Laufbahn mit einem Olympiasieg begonnen hat, seine internationale Boxerkarriere. Er blieb auch in seinem weiteren Lebensweg unkonventionell, denn er studierte an der Kunstakademie in Irkutsk Malerei und wurde Künstler.

## Länderkämpfe
- 1959 in Glasgow, Schottland gegen UdSSR, Disq.-Sieger 3. Runde über Drummond,
- 1962 in London, England gegen UdSSR, Punktniederlage gegen Billy Wilson,
- 1962 in Wolverhampton, England gegen UdSSR, Punktniederlage gegen Billy Wilson

## UdSSR-Meisterschaften mit Wladimir Safronow
- 1958: 1. Wladimir Safronow, 2. Boris Nikanorow, 3. V. Gusew,
- 1960: 1. Boris Nikanorow, 2. Stanislaw Stepaschkin, 3. G. Wasiliew u. Alexander Sasuschin, 5. Wladimir Safronow,
- 1961: 1. Alexander Sassuchin, 2. Anatoli Lagetko, 3. M. Grigorjan u. Stanislaw Stepaschkin, 5. Wladimir Safronow,
- 1962: 1. Wladimir Safronow, 2. Alexander Sasuschin, 3. G. Sidun u. I. Gontscharow,
- 1963: 1. Stanislaw Stepaschkin, 2. Wladimir Safronow, 3. V. Kriwolok u. T. Gulanow